# Titisee-Neustadt
Titisee-Neustadt är en stad i Landkreis Breisgau-Hochschwarzwald i regionen Südlicher Oberrhein i Regierungsbezirk Freiburg i förbundslandet Baden-Württemberg i Tyskland. Staden ligger 30 kilometer östsydöst om Freiburg im Breisgau, 830 meter över havet.
Staden ingår i kommunalförbundet Titisee-Neustadt tillsammans med kommunen Eisenbach (Hochschwarzwald).
Titisee-Neustadt har varit känd som luftkurort och som vintersportort. Skidskytten Benedikt Doll är härifrån.